# Alejo E. Jiménez Bonnefil
Alejo E.Jiménez Bonnefil (1858-1922) fue un empresario cafetalero y político costarricense. Conocido por haber sido quien tramitó la construcción de la Iglesia del cantón de Grecia. 
Hijo de Eloísa Bonnefil Quirós y Alejo Jiménez Fernández, hermano de Mercedes, Elena, Lesmes, Odilón, Simeón y Alejandro. Desposó a Elena Gargollo. Próspero empresario cafetalero que tenía fuertes nexos con Bélgica, Jiménez Bonnefil llegó a un acuerdo oral con el sacerdote Carlos María Ulloa para contactar a la empresa constructora belga Société de Couvillet para el envío de una estructura metálica que sirviera para la fabricación de la Iglesia. En política, Jiménez fue uno de los fundadores del partido conservador Unión Católica, del cual fue presidente.